# Muriel Brunswig
Muriel Brunswig (* 1970 in Freiburg im Breisgau) ist eine deutsche Autorin. Sie veröffentlichte zahlreiche Marokko-Reiseführer sowie Sachbücher und Artikel in unterschiedlichsten Medien. Weitere ihrer Themenschwerpunkte sind Syrien, Süd- und Westfrankreich (Provence, Nouvelle-Aquitaine, Loire) sowie der Schwarzwald.

## Berufliche Tätigkeit

### Reisebücher
Muriel Brunswig veröffentlichte 1999 die Bücher KulturSchock Marokko und Syrien im Verlag Reise Know-how. 2003 folgte zusammen mit Martin Schemel ein Individualreiseführer zu Ägypten in der Reihe Stefan Loose Travelhandbücher Dumont-Reise
, und zusammen mit Erika Därr Marokko Aktiv. Ab 2004 schrieb Brunswig für den Reiseführerverlag Mairdumont über Marokko und Marrakesch (Marco Polo Reiseführer, Baedeker Smart Reiseführer, Sprachführer Marco Polo Arabisch).
2005 erschien der Bildband Faszinierendes Marokko im Palmyra Verlag. Es folgten 2007 KulturSchock Vorderer Orient und 2012 diverse Marokko-Artikel für die Enzyklopädie Brockhaus. Zwischen 2006 und 2011 war Brunswig mit den Aktualisierungen der Nelles Guides Syrien / Libanon beauftragt. Mit dem Syrienkrieg endete diese Zusammenarbeit. 
2019 betrat Muriel Brunswig mit ihrer Mitarbeit am Buch Südfrankreich on Tour (Polyglott) neue Bereiche. Es folgte 2020 das Dumont Reise-Taschenbuch Provence. Im gleichen Jahr erschien auch Baedeker Marokko, der von Brunswig komplett umgeschrieben wurde. 
2021 wurden 2 der 40 Kapitel in dem Buch Legendäre Wanderrouten in Deutschland (Lonely Planet) von ihr verfasst sowie das Dumont Reise-Taschenbuch Schwarzwald.

## Publikationen

### Marokko-Reiseführer
- Marco Polo Reiseführer Marrakesch: Reisen mit Insider-Tipps. Mairdumont, Ostfildern 2021, ISBN 978-3-82975035-6 (2. Auflage seit 2017)
- Marco Polo Reiseführer Marokko: Reisen mit Insider-Tipps. Mairdumont, Ostfildern, 2021, ISBN 978-3-82975034-9 (1./9. (19.) Auflage seit 2005)
- KulturSchock Marokko. Reise Know-how, Bielefeld 2019, ISBN 978-3-83173339-2 (7. Aufl. seit 2000)
- Baedeker Reiseführer Marokko. Mairdumont, Ostfildern 2019, ISBN 978-3-82974706-6 (1./11. Auflage)
- Stefan Loose Reiseführer Marokko. Mairdumont, Ostfildern 2019, ISBN 978-3-77017895-7, (2. Aufl. seit 2017)
- Baedeker Smart Reiseführer Marrakech: Perfekte Tage wie in Tausendundeiner Nacht. Mairdumont, Ostfildern 2019, ISBN 978-3-82973406-6 (2. Aufl. seit 2015)
- Baedeker Smart Reiseführer Marokko: Perfekte Tage in den Gassen der Souks. Mairdumont, Ostfildern 2019, ISBN 978-3-82973405-9 (3. Aufl. seit 2016)
- The Taste of Marrakesh – die echte marokkanische Küche. (zus. mit Lutz Jäkel) Edition Fackelträger, Köln 2016, ISBN 978-3-77164642-4.
- Faszinierendes Marokko. (zus. mit Tahar Ben Jelloun, Sybille Sarnow, Wolfgang Seelig), Palmyra-Verlag, Heidelberg 2005, ISBN 978-3-93037862-3.
- Marokko Aktiv. (zus. mit Erika Därr), Reise Know-how, Bielefeld 2003, ISBN 978-3-83171175-8.

### Weitere Publikationen
- Lonely Planet Bildband: Legendäre Wanderrouten in Deutschland. (zus. mit anderen) Ostfildern 2021, ISBN 978-3-82973672-5.
- Dumont Reise-Taschenbuch Provence. Ostfildern 2020, ISBN 978-3-61602084-6.
- Südfrankreich on Tour (zus. mit Manfred Braunger). Polyglott, München 2019, ISBN 978-3-84642727-9.
- KulturSchock Vorderer Orient, Reise Know-how. Bielefeld 2010, ISBN 978-3-84642727-9, (2. Auflage seit 2007)
- Stefan Loose Travel Handbuch Ägypten (zus. mit Martin Schemel). Köln 2003, ISBN 978-3-77016140-9.
- Syrien – Handbuch für individuelles Erleben. Reise Know-how, Bielefeld 2009, ISBN 978-3-83171787-3, (3. Auflage seit 2000)